# Издательство Брукингского института
Издательство Брукингского института (англ. Brookings Institution Press) — издательское подразделение Брукингского института.
Издательство было неотъемлемым аспектом миссии Института Брукингса с момента его основания в 1916 году. За сто лет своего существования оно выросло до полноценного академического издания, которое ежегодно публикует более 30 наименований. Является членом Ассоциации американских университетских издательств.

## История и деятельность
Издательство издает книги и журналы, основанные на исследованиях учёных собственного учебного заведения, а также авторов, не входящих в этот вуз The books and journals it publishes include Brookings Papers on Economic Activity,.
Издаваемые им книги и журналы включают: Brookings Papers on Economic Activity, Brookings Review (1982—2003, ISSN 0745-1253), America Unbound: The Bush Revolution in Foreign Policy, Globalphobia: Confronting Fears about Open Trade, India: Emerging Power, Through Their Eyes, Taking the High Road, Masses in Flight, US Public Policy Regarding Sovereign Wealth Fund Investment in the United States and Stalemate.
Издательство выпускает годовой отчёт (Annual Repor) по деятельности Брукингского института, а также другие книги, документы, статьи, отчёты, краткие аналитические обзоры и экспертные мнения.
Среди признанных работ этого университетского издательства в последние годы: The Constitution of Knowledge: A Defense of Truth; Dream Hoarders: How the American Upper Middle Class Is Leaving Everyone Else in the Dust, Why That Is a Problem, and What to Do About It; Diversity Explosion: How the New Racial Demographics Are Remaking America; Mr. Putin: Operative in the Kremlin; Trump’s Democrats; Circus Maximus: The Economic Gamble Behind Hosting the Olympics and the World Cup.
Издательство Брукингского института сотрудничает с Lawfare Institute в публикации блога Lawfare. В августе 2022 года издательство запустило совместный проект с издательством Rowman & Littlefield Publishing Group, Inc.